# Симпатия
Симпатията е възприятието, разбирането и реакцията на страданието или нуждата от друга форма на живот. Според Дейвид Хюм тази симпатична загриженост се задвижва от смяна на гледната точка – от личната към тази на друга група или индивид, който е в нужда. Хюм обяснява, че това е така, защото „умовете на всички хора са сходни в своите чувства и операции“ и че „поривът на единия се предава на останалите“.
В допълнение към влиянието си върху вземането на решения, симпатията също играе роля в поддържането на социалния ред.